# Antoine Aubin
Pour les articles homonymes, voir Aubin.
 (novembre 2018).
Antoine Aubin, né en 1967 en Normandie, est un dessinateur de bande dessinée.

## Biographie
Antoine Aubin se lance dans la bande dessinée en 2000, en travaillant pour les bandes dessinées Disney. Il commence tout d'abord avec Les Aventures de Winnie l'ourson et Tic et Tac. Mais il commence des projets plus personnels en 2004, avec Sur la neige, un thriller scénarisé par Wazem et publié aux éditions Les Humanoïdes Associés. Tout en continuant à travailler pour Disney, Aubin imagine une nouvelle série avec le scénariste Laurent Rullier. Il abandonne donc son poste chez Disney en 2009 afin de s'y consacrer. Or, les éditions Dargaud lui proposent de travailler sur un scénario de Yves Sente pour la série Blake et Mortimer. C'est finalement pour Jean Van Hamme qu'Aubin dessine le second volume de La Malédiction des trente deniers. Il laisse au passage son projet de série, qui est finalement dessiné par Hervé Duphot et paraît sous le nom Les Combattants. Ce premier Blake et Mortimer, jugé satisfaisant par les ayants droit d'Edgar P. Jacobs[réf. souhaitée], convainc ces derniers de faire de lui un des dessinateurs officiels de la reprise de la série : c'est ainsi qu'il dessine, aidé par Étienne Schréder, L'Onde Septimus, sur un scénario de Jean Dufaux, qui sort fin 2013.

## Œuvre
- Petits mythes entre amis, Gnou, 2001.
- Sur la neige, Les Humanoïdes Associés, coll. « Tohu-Bohu », 2004[1].
- Blake et Mortimer : La Malédiction des trente deniers t. 2, Éditions Blake et Mortimer, 2010 [1].
- Blake et Mortimer : L'Onde Septimus, Éditions Blake et Mortimer, 2013[2].
- Blake et Mortimer : Huit Heures à Berlin, Éditions Blake et Mortimer, 2022.